# Gabriela Kalinová
Gabriela Kalinová (29. ledna 1955) je česká tlumočnice, překladatelka z němčiny, průvodkyně a bývalá členka výboru Sdružení pro záchranu Malostranského hřbitova v Praze.

## Biografie[2]
Gabriela Kalinová pochází z Malé Strany, kde léta bydlela nad restaurací U Schnellů. Její matka pracovala v Reprezentaci lázní a zřídel Balnea, mluvila čtyřmi jazyky. Její otec ovládal hru na několik hudebních nástrojů a vedl ji ke studiu hudby. Jejím bratrancem je český hudební skladatel, výtvarník, vysokoškolský učitel, básník, dramatik a příležitostný publicista, kandidát na prezidenta ČR v roce 2013 Vladimír Franz.
Jako absolventka ČVUT, fakulty stavební, pracovala nejdřív ve stavebním výzkumu, odbor tepelná technika. Po obhájení kandidátské disertační práce v roce 1985 nastoupila na prezídium Akademie věd.
V roce 1990 si udělala průvodcovské zkoušky PIS. V Grantové agentuře AV ČR pracovala po roce 1992 jako zastupující tajemnice české pobočky Evropské akademie pro hudební divadlo. Prováděla Prahou a Českem, přednášela – hlavně o Mozartovi a Praze, a to v Praze, v Sasku a ve Vídni a na Ukrajině (Mozartův mladší syn Franz Xaver žil ve Lvově).
V roce 2017 zvítězila 8. ročníku soutěže Má vlast, kterou vyhlašuje Památková komora České republiky, v kategorii jednotlivci za přínos v oblasti česko-rakousko-německé spolupráce, na kterém porota vysoce ohodnotila její překladatelské a průvodcovské působí v kulturních organizacích, přednášení o české, rakouské, německé a francouzské historii.
V roce 2017 obdržela stipendium Rakouské literární společnosti. Je členkou Österreichische Franz Kafka Gesellschaft. Byla spoluautorkou a kurátorkou putovní výstavy o Franzi Kafkovi „KafkaOrte“ v rakouském Gmündu (2024) a v pobočce Městské knihovny na Pohořelci v Praze 1. Působí jako poradkyně pro německojazyčné země v projektu Kulturní dědictví UNESCO.
Jejím koníčkem je studium hrobů na Malostranském hřbitově, jehož výsledky od roku 2009 postupně publikuje.
Již sedmým rokem se podílí svým tlumočením na mezinárodních sympoziích historiků v Ostrově nad Ohří a svými překlady na jejich tištěném sborníku.